# Âge de candidature
 (janvier 2024).
Si vous disposez d'ouvrages ou d'articles de référence ou si vous connaissez des sites web de qualité traitant du thème abordé ici, merci de compléter l'article en donnant les références utiles à sa vérifiabilité et en les liant à la section « Notes et références ».
L'âge de candidature est l'âge minimum à partir duquel une personne a le droit d'exercer des fonctions politiques. Dans la plupart des cas, c'est aussi l'âge à partir duquel une personne est éligible et peut s'inscrire sur les listes électorales.
Le premier exemple connu d'une loi appliquant un âge de candidature est la Lex Villia Annalis, une loi romaine édictée en −180 qui définit l'âge minimum pour siéger au Sénat.

## Polémiques
Beaucoup de défenseurs des droits des jeunes voient la limite d'âge actuelle comme un facteur discriminant injustifié. Il est arrivé que des personnes plus jeunes que l'âge requis aient postulé pour une fonction en signe de protestation ou parce qu'elles n'étaient pas au courant de la limite d'âge en vigueur.
En 1934, Rush Holt de Virginie-Occidentale a été élu au Sénat américain à l'âge de 29 ans. Comme la loi constitutionnelle américaine contraignait les sénateurs à avoir au minimum 30 ans, Holt a été contraint d'attendre son 30e anniversaire, six mois après le début de sa séance, avant d'être investi dans ses fonctions.[réf. souhaitée]
En 1954, Richard Fulton remporte les élections au Sénat du Tennessee. Peu après avoir été investi, Fulton a été évincé car il n'avait que 27 ans à l'époque. La constitution du Tennessee oblige chaque sénateur à être âgé d'au moins 30 ans. Plutôt que de tenir de nouvelles élections, son prédécesseur, Clifford Allen, a été autorisé à reprendre ses fonctions pour un nouveau mandat. Fulton a gagné les élections sénatoriales suivantes en 1956, et fut ensuite élu à la Chambre des représentants où il siégea pendant 10 ans. 
En Caroline du Sud, deux sénateurs âgés de 24 ans ont été élus alors qu'ils étaient trop jeunes selon la Constitution de l'État. Il s'agit de Mike Laughlin en 1969 et de Bryan Dorn (qui siégea plus tard au Congrès) en 1941. Ils ont été investis malgré tout.  
À plusieurs occasions, le parti socialiste américain a nommé des candidats trop jeunes pour avoir accès aux sièges pour lesquels ils postulaient. En 1972, Linda Jeness s'est présentée comme candidate à la présidentielle pour le Socialist Workers Party trotskiste, malgré le fait qu'elle ne soit âgée que de 31 ans à l'époque. Comme la constitution américaine requiert que le président et vice-président aient au moins 35 ans, Jenness n'a pas eu accès au scrutin dans plusieurs états dans lesquels elle aurait pourtant rempli les conditions d'âge minimum.[réf. souhaitée]

## Âge de candidature dans différents pays

### Afrique du Sud
La clause 1 de la section 47 de la Constitution de l'Afrique du Sud prévoit que « Tout citoyen qualifié pour élire l'Assemblée nationale est éligible pour être membre de cette assemblée ». La section 46 du même texte « prévoit un age de vote minimum de 18 ans » dans les élections à l'Assemblée nationale. Les sections 105 et 106 de la Constitution contiennent les mêmes provisions pour les élections provinciales. 

### Allemagne
En Allemagne, tout citoyen de 18 ans et plus peut être élu dans le cadre d'une élection nationale, régionale ou locale. La seule exception concerne l'élection du Landtag de Hesse, pour lequel un âge minimum de 21 ans est requis. L'âge minimum pour être élu Président fédéral est de 40 ans. 

### Australie
En Australie, n'importe qui âgé de plus de 18 ans peut postuler pour des fonctions officielles aux niveaux fédéral, étatique et local.
Wyatt Roy alors âgé de 20 ans, a été le plus jeune membre jamais élu à la chambre des représentants en 2010 lors des élections fédérales après que la loi électorale de 1918 fut amendée pour faire baisser l'âge de candidature de 21 à 18 ans.[citation nécessaire]

### Autriche
En Autriche, une personne doit être âgée de 18 ans ou plus pour concourir aux élections au Parlement Européen ou au Conseil national. Les diètes des Länders régionaux peuvent changer l'âge minimum requis en dessous de 18 ans, tant pour les élections de la diète elle-même que pour les élections aux conseils municipaux de la région[réf. nécessaire]. Aux élections présidentielles, la limite d'âge est de 35 ans.

### Belgique
Tous les belges ayant atteint l’âge de 18 ans peuvent se présenter aux élections pour la Chambre des Représentants, le Sénat, les parlements de communauté ou de région, les conseils provinciaux et communaux. L’âge d’éligibilité est fixé par la constitution et la loi spéciale du 8 août 1980 de réforme des institutions (modifiée le 25 avril 2004).

### Belize
Selon la Constitution du Belize, une personne doit avoir au moins 18 ans pour être élue en tant que membre de la Chambre des représentants et doit avoir au moins 30 ans pour être Président de la Chambre. Une personne doit avoir au moins 18 ans pour être nommée au Sénat et avoir au moins 30 ans pour être présidente ou vice-présidente du Sénat. Comme seuls les membres de la Chambre des représentants peuvent être nommés Premier ministre, le Premier ministre doit avoir au moins 18 ans. Une personne doit également avoir au moins 18 ans pour être élue à un conseil de village.

### Brésil
La Constitution brésilienne (article 14, section 3 (VI)) définit l'âge minimum de 35 ans pour être élu président, vice-président ou sénateur; 30 ans pour Gouverneur de l'État ou le vice-gouverneur; 21 pour le député fédéral ou d'État, le maire ou le vice-maire; et 18 pour conseiller de la ville. 

### Canada
Au Canada, une personne doit être âgée de 19 ans ou plus pour accéder à la fonction publique (exception faite pour les provinces de l’Alberta, du Manitoba, de l’Ontario, de l’Île-du-Prince-Édouard, du Québec et de la Saskatchewan ainsi qu'au governement fédéral où l’âge minimum est de 18 ans). Toutefois, pour être nommé au Sénat, le candidat nommé au titre de Sénateur doit avoir au moins 30 ans, posséder une terre d'une valeur d'au moins 4 000 $ dans la province pour laquelle il est nommé et posséder des biens réels et personnels d'une valeur d'au moins 4 000 $, supérieur à ses dettes.

### Chili
Au Chili, l'âge minimum requis pour être élu Président de la République est de 35 ans le jour de l'élection. Avant les réformes de 2005, l'exigence était de 40 ans et de 1925 à 1981 de 30 ans. Pour les sénateurs, il faut avoir 35 ans (entre 1981 et 2005, il fallait avoir 40 ans) et pour les députés, 21 ans (entre 1925 et 1970, 35 ans).

### Chine
En Chine, l'âge minimum pour être élu Président ou Vice-Président est de 45 ans. 

### Chypre
À Chypre, l'âge minimum pour pouvoir être élu président est 35 ans.

### Danemark
Au Danemark, n'importe quel adulte de plus de 18 ans peut se présenter et se faire élire lors d'un référendum.

### Estonie
En Estonie, n'importe quel citoyen de 18 ans ou plus peut être élu lors d'élections locales, l'âge de 21 ans est requis pour les élections parlementaires. L'âge minimum pour être président est de 40 ans.[réf. nécessaire]

### États-Unis
N'importe quel citoyen Américain ayant 35 ans, étant citoyen Américain de naissance ayant vécu 14 ans minimum sur le territoire Américain peut se porter candidat pour la présidentielle.

### France
En France, n'importe quel citoyen de 18 ans ou plus peut être élu député à l'Assemblée nationale, à 24 ans ou plus pour être sénateur au Sénat. L'âge requis pour être président est de 18 ans depuis 2011. Avant 2011 les âges requis étaient de 23 ans pour être député ou président, et 35 ans pour être sénateur.

### Hong Kong
À Hong Kong, une personne doit avoir au moins 21 ans pour être candidate à un conseil de district ou à un conseil législatif. Une personne doit avoir au moins 40 ans pour être candidate à l'élection du chef de l'exécutif, et aussi au moins 40 ans pour être candidate à l'élection du président du Conseil législatif parmi les membres de ce conseil. 

### Indonésie
En Indonésie, une personne doit avoir au moins:
- 40 ans pour être président ou vice-président, tel que spécifié dans la Constitution de l'Indonésie.
- 30 ans pour être gouverneur ou lieutenant-gouverneur, tel que précisé dans la loi de 2004 sur l'administration régionale.
- 25 ans pour être régent, vice-régent, maire ou maire adjoint, tel que spécifié dans la loi de 2004 sur l'administration régionale.
- 21 ans pour être sénateur ou représentant au parlement national et local, tel que spécifié dans la loi électorale de 2008.

### Iran
En Iran, une personne doit avoir au moins 21 ans pour se présenter aux élections de Président. 

### Irlande
La Constitution irlandaise de 1937 exige que le président ait au moins 35 ans et que les membres de l'Oireachtas (assemblée législative) soient âgés de 21 ans. Les membres du Parlement européen pour l'Irlande, doivent également avoir 21 ans. Les membres des autorités locales doivent avoir 18 ans, alors qu'en 1973, il fallait avoir 21 ans. La Constitution de 1922-37 de l'État libre d'Irlande, exigeait que les membres de la Chambre basse (Dáil) aient au moins 21 ans, alors que les sénateurs devaient avoir 35 ans (30 ans en 1928). Le trente-cinquième amendement de la Constitution (âge d'éligibilité à l'élection présidentielle), projet de loi de 2015, propose d'abaisser la limite d'âge présidentielle à 21 ans. Cependant, cette proposition a été rejetée par 73% des électeurs.

### Israël
En Israël, il faut avoir au moins 21 ans pour devenir membre de la Knesset (Loi fondamentale: La Knesset section 6 (a)) ou d'une municipalité. Lorsque le premier ministre a directement été élu, il faut avoir été membre de la Knesset, âgé d'au moins 30 ans, pour être candidat au poste de premier ministre. Chaque citoyen israélien (y compris les mineurs) peut être nommé ministre du gouvernement ou élu en tant que président d'Israël, mais ce dernier rôle est principalement cérémoniel et élu par le Parlement.

### Italie
En Italie, une personne doit avoir au moins 50 ans pour être Président de la République, 40 ans pour être Sénateur et 25 ans pour être Député, comme spécifié dans la Constitution de l'Italie de 1947. Avoir 18 ans suffit cependant pour être élu membre du Conseil des Régions, Provinces et Communes.

### Malaisie
En Malaisie, tout citoyen âgé de 21 ans ou plus, peut devenir candidat et être élu au Dewan Rakyat et au Dewan Undangan Negeri. L'âge minimum, pour le sénateur, est de 30 ans, par constitution.

### Mexique
Au Mexique, un individu doit être âgé au minimum de 35 ans pour être Président, 25 ans pour être Sénateur, ou 21 ans pour être député du congrès, comme stipulé dans la Constitution du Mexique de 1917.

### Nigeria
Au Nigeria, une personne doit être âgée d'au moins 40 ans pour être élue Présidente ou Vice-présidente, 35 ans pour être Sénatrice ou Gouverneure d'État et 30 ans pour être représentante au parlement.

### Norvège
En Norvège, n'importe qui âgé de 18 ans ou plus peut postuler et être élu lors d'un référendum. Mette Hanekamhaug a été élue au parlement en 2009, alors âgée de 22 ans.

### Pakistan
Au Pakistan, une personne doit être âgée de plus de 40 ans pour pouvoir être élue président.

### Pays-Bas
Aux Pays-Bas, n'importe qui âgé de plus de 18 ans peut postuler et être élu lors d'un réferendum.

### Philippines
- Président et Vice-Président : 40 ans
- Sénateur : 35 ans
- Gouverneur régional : 35 ans
- Membre de la chambre des représentants : 25 ans
- Élu au niveau provincial : 23 ans
- Élu au niveau municipal : 21 ans
- Membre de l'assemblée législative régionale : 21 ans
- Élu au plus bas niveau administratif (Barangay) : 18 ans
- Membre du conseil à la jeunesse : 15 ans

### Pologne
- Président de la République : 35 ans
- Sénateur : 30 ans
- Bourgmestre/Wójt : 25 ans
- Député à la Diète : 21 ans
- Membre du Parlement européen : 21 ans
- Conseiller municipal ou membre d'une assemblée locale ou régionale : 18 ans

### Portugal
Au Portugal, pour être élue président une personne doit être citoyen portugais de naissance et âgée de plus de 35 ans. 

### Royaume-Uni
Au Royaume-Uni, une personne doit être âgée de 18 ans ou plus, en Irlande du Nord, en Angleterre et au Pays de Galles, et 16 ans ou plus en Écosse, pour élire tous les parlements, assemblées et conseils de l'Europe, du Royaume-Uni, décentralisés ou locaux. Cette condition d'âge s'applique également aux élections à fonction publique individuelle; l'exemple principal est celui d'un maire élu, de Londres ou d'une autorité locale. Il n'y a pas d'âge plus élevé pour des postes particuliers dans une fonction publique. Les candidats doivent avoir 18 ans le jour de la nomination et le jour du scrutin. Cela a été réduit  car avant c'était 21 ans, par la loi sur l'administration électorale de 2006.

### Turquie
La Constitution de 1876 fixait à 30 ans l'âge d'éligibilité parlementaire. Elle est restée inchangée jusqu'au 13 octobre 2006, date à laquelle elle a été abaissée à 25 ans par le biais d'un amendement constitutionnel. En 2017, il a encore été abaissé à 18 ans, qui est le même âge pour voter.
Le Premier ministre de la Turquie doit être membre du parlement, donc il a les mêmes exigences que l'éligibilité parlementaire. L'âge de la candidature pour être Président est de 40 ans.

### Venezuela
Au Venezuela, une personne doit être âgée d'au moins 30 ans pour prétendre à la présidence ou vice-présidence[réf. nécessaire], 21 ans pour être député à l'Assemblée nationale [réf. nécessaire] et 25 ans pour être gouverneur d'un état.[réf. nécessaire]